# 1733
1733 (MDCCXXXIII) a fost un an obișnuit al calendarului gregorian, care a început într-o zi de miercuri.

## Evenimente

### Nedatate
- Prima grevă de pe teritoriul actual al României a fost consemnată în Banat, la Ciclova.

- Are loc conscripțiunea, adică recensământul organizat în Ardeal (cu excepția Țării Bârsei și a Brașovului), la cererea episcopului Inocențiu Micu-Klein (1728-1751) de la Blaj.

## Nașteri
- 13 martie: Joseph Priestley teolog, chimist și filosof englez (d. 1804)
- 5 septembrie: Christoph Martin Wieland  (d. 1813)
- 4 mai: Jean-Charles de Borda  (d. 1799)
- 1 august: Richard Kirwan  (d. 1812)
- 11 mai: Prințesa Victoria a Franței  (d. 1799)
- 12 iunie: Maruyama Ōkyo artist japonez (d. 1795)
- 15 noiembrie: Antoine Gouan  (d. 1821)
- 5 aprilie: Guillaume-Antoine Delfaud  (d. 1792)
- dată necunoscută: Dmitri Sergheevici Anicikov  (d. 1788)
- dată necunoscută: Gherasim Adamovici  (d. 1796)

## Decese
- 1 februarie: August al II-lea al Poloniei (n. 1670)
- 19 februarie: Prințesa Louise a Franței (n. 1728)
- 22 februarie: Marie Thérèse de Bourbon (n. 1666)
- 7 aprilie: Filip, Duce de Anjou, prinț francez, al doilea fiu al regelui Ludovic al XV-lea și al reginei Maria Leszczyńska, 2 ani (n. 1730)
- 24 octombrie: Henrietta Godolphin, Ducesă de Marlborough (n. 1681)